# Väskinde
Väskinde is een plaats in de gemeente, landschap en eiland Gotland in de provincie Gotlands län in Zweden. De plaats heeft 275 inwoners (2005) en een oppervlakte van 34 hectare.

## Verkeer en vervoer
Bij de plaats loopt de Länsväg 149.